# Sherif Ismail
Sherif Ismail Mohamed (in arabo شريف إسماعيل‎?; Il Cairo, 6 luglio 1955 – 4 febbraio 2023) è stato un politico e ingegnere egiziano, Primo ministro dell'Egitto dal settembre 2015 al giugno 2018.

## Biografia
Studiò ingegneria meccanica all'Università di 'Ayn Shams al Cairo, dove si laureò nel 1978. Dal 1979 al 2000 fu direttore generale per gli affari tecnici e membro del consiglio di alcune aziende di stato nel settore petrolchimico e del gas, arrivando a ricoprire il ruolo di amministratore delegato della ECHEM, fondata nel 2002, e dal 2005 al 2005 anche della EGAS. Diventò inoltre membro del consiglio esecutivo della GANOPE, l'azienda petrolifera controllata dallo Stato egiziano che gestisce la produzione petrolifera a Ganoub el Wadi.
Dal 2000 al 2005 ricoprì il ruolo di sottosegretario al petrolio, mentre dal 16 luglio 2013 fu nominato ministro del petrolio nel governo ad interim guidato da Hazem al-Beblawi; dal 19 settembre 2015 al 5 giugno 2018 fu primo ministro dell'Egitto, nominato dal presidente ʿAbd al-Fattāḥ al-Sīsī dopo le dimissioni di Ibrahim Mahlab.
È morto il 4 febbraio 2023 all'età di sessantasette anni.